# Papirfabrik
En papirfabrik eller et papirværk er en fabrik, der producerer papir. Tidligere brugtes også betegnelsen papirmølle, især om fabrikker, der betjente sig af kraften fra en vandmølle. Et eksempel på en papirfabrik i Danmark er Skjern Paper, der siden 2012 har været Danmarks eneste tilbageværende papirfabrik. En anden stor papirfabrik i Danmark lå i Silkeborg, nemlig Silkeborg Papirfabrik, der blev anlagt i 1844 og lukkede i 2000. De tidligere fabriksbygninger rummer i dag Papirmuseet, der er et museum om dansk papirfremstilling gennem tiderne.

## Første papirfabrik i Danmark
Den første papirfabrik i Danmark åbnede i Næstved i 1875. Den lå ved ved Susåen og hed Magle Mølle Papirfabrik. Senere hen kom der meget konkurrence mellem papirfabrikkerne. I 1889 blev Magle Mølle Papirfabrik en del af De forenede papirfabrikker.